# Chlorisanis
Chlorisanis is een kevergeslacht uit de familie van de boktorren (Cerambycidae). De wetenschappelijke naam van het geslacht werd voor het eerst geldig gepubliceerd in 1867 door Pascoe.

## Soorten
Chlorisanis omvat de volgende soorten:
- Chlorisanis basirufofemoralis Breuning, 1957
- Chlorisanis viridis Pascoe, 1867